# Ischnodemus falicus
Ischnodemus falicus är en insektsart som först beskrevs av Thomas Say 1832.  Ischnodemus falicus ingår i släktet Ischnodemus och familjen Blissidae. Inga underarter finns listade i Catalogue of Life.